# Douglas Diamond
Douglas Warren Diamond (* 25. října 1953 Chicago) je americký ekonom a od roku 1979 profesor financí na Chicagské univerzitě. V roce 2022 mu byla společně s Benem Bernankem a Philipem Dybvigem za "výzkum bank a finančních krizí" udělena Nobelova cena za ekonomii. Jeho specializací je studium finančních zprostředkovatelů, finančních krizí, runů na banky a likvidity. Vlivný je zejména Diamondův-Dybvigův model publikovaný v roce 1983.

## Život
Vyrůstal v chicagské čtvrti Hyde Park. Jeho rodiče byli nesezdaní. Otec Leon Diamond byl Žid a pracoval jako psychiatr, matka byla křesťanka. V dospívání se chystal studovat molekulární biologii na Brownově univerzitě, kde se imatrikuloval, ale na přednáškách Miltona Friedmana se rozhodl pro studium ekonomie. V roce 1975 získal na Brownově univerzitě bakalářský titul, v roce 1977 magisterský titul a v roce 1980 na Yaleově univerzitě získal doktorát z ekonomie.
Třetí kapitola Diamondovy disertační práce byla znovu publikována v roce 1984 v The Review of Economic Studies pod názvem Financial Intermediation and Delegated Monitoring. Článek popisoval Diamondův model tzv. delegovaného monitorování. Podle Nobelova výboru jde o "první skutečně mikroekonomicky založenou teorii finančního zprostředkování".
Působil jako hostující vědecký pracovník na univerzitě v Bonnu (1983), v japonské centrální bance (1999), jako hostující profesor na Hongkongské vědecko-technologické univerzitě, na Sloan School of Management na MIT a jako profesor na Yale School of Management. Od roku 1979 vyučuje na Booth School of Business Chicagské univerzity.
Nobelův výbor zdůvodnil udělení ceny tím, že Diamond s kolegy „výrazně zlepšili chápání role bank v ekonomice, zejména během finančních krizí. Důležitým zjištěním v jejich výzkumu je, proč je životně důležité vyhnout se kolapsům bank“.
Jeho dcera Rebecca Diamondová je také ekonomkou a profesorkou na Stanford Graduate School of Business.